# 巴托鲁斯
巴托鲁斯（Bartolo da Sassoferrato）意大利法律教授，方济各会成员，生于马尔凯萨索费拉托附近，中世纪罗马法知名法学家之一，师从齐诺·达·皮斯托亚，属后注释法学派，运用经院哲学的演绎法促进了法学的体系化。在博洛尼亚大学、比萨大学和佩鲁贾大学任教。知名学生有巴尔杜斯。